# Józef Haller
Józef Haller de Hallenburg (13 de agosto de 1873 — 4 de junho de 1960) foi um general do Exército Azul. Ele combateu durante a Segunda Guerra Mundial.

## Vida
Haller nasceu em Jurczyce. Ele estudou na Academia Técnica Militar de Viena e posteriormente (1895–1906) serviu no Exército austríaco, renunciando ao cargo depois de atingir o posto de capitão. Ele apoiou a organização paramilitar pró-independência polonesa Sokół. Em 1916, durante a Primeira Guerra Mundial, tornou-se comandante da Segunda Brigada da Legião Polonesa, em particular das unidades que lutaram contra a Rússia na Frente Oriental.
Em 1918, no rescaldo da "carga de Rarańcza", como comandante do 2º Corpo Auxiliar Polonês com o Exército austríaco, Haller rompeu a linha de frente austro-russa para a Ucrânia, onde uniu suas tropas aos destacamentos poloneses que haviam partido o exército czarista. Ele protestou contra o Tratado de Brest-Litovsk e continuou a lutar contra os russos com sua II Brigada das Legiões Polonesas (mais tarde, a 4ª e a 5ª Divisões de Fuzileiros do II Corpo de Fuzileiros Navais). Sob a pressão dos alemães, que após a Paz de Brest-Litovsk consideraram ilegal a presença de tropas polonesas na Ucrânia, e um feroz batalha entre poloneses e alemães em Kaniów (10 de maio de 1918, 2 500 baixas). Posteriormente, por meio de Murmansk, chegou à França em julho de 1918, onde em nome do Comitê Nacional Polonês criou o que ficou conhecido como Exército Azul (a partir da cor de seus uniformes franceses, também conhecido como Exército de Haller). Nos meses seguintes, seu exército, aliado da Entente, lutaria contra a Alemanha. Em 1919, à frente do novo exército, ele chegou à Polônia e foi despachado para o front ucraniano. Em 1920, Haller apreendeu a Pomerânia e entrou em Danzig (Gdańsk) em nome da Polónia, e durante a Guerra Polaco-Soviética comandou um exército de voluntários. Ele também foi Inspetor Geral do Exército e membro do Conselho de Guerra.
Em 1920-1927, Haller foi deputado do Sejm. Após a eleição de Gabriel Narutowicz como Presidente da República em dezembro de 1922, Haller caiu em desgraça. Após o golpe de maio de 1926, ele foi obrigado a se aposentar. Ele co-organizou um partido de oposição, o "Front Morges". Na época da invasão da Polônia (1939), Haller vivia no exterior. De 1940 a 1943, ele atuou como Ministro da Educação no governo de Władysław Sikorski. Depois de 1945, ele se estabeleceu em Londres como exilado e não participou ativamente de nenhuma atividade política polonesa.